# Alejandra de Dinamarca
Alejandra de Dinamarca (Alexandra Carolina Marie Charlotte Louise Julia; Copenhague, 1 de diciembre de 1844-Sandringham, 20 de noviembre de 1925) fue la reina consorte del Reino Unido y sus Dominios de Ultramar y emperatriz consorte de la India entre 1901 y 1910, como esposa del rey Eduardo VII.
Su familia era relativamente poco conocida, hasta que su padre, el príncipe Cristián de Schleswig-Holstein-Sonderburg-Glücksburg, fue designado para suceder en el trono danés a Federico VII, su primo lejano, con el consentimiento de las grandes potencias. A la edad de dieciséis años, fue elegida como la futura esposa de Alberto Eduardo, príncipe de Gales, heredero de la reina Victoria; se casaron dieciocho meses más tarde. Como princesa de Gales de 1863 a 1901, el período más largo durante el cual alguien ha ostentado el título, se ganó el cariño del pueblo británico y se volvió sumamente popular, su porte y estilo de vestir eran copiados por las mujeres conscientes de la moda. A pesar de que fue excluida de esgrimir cualquier poder político, intentó sin éxito influir en la opinión de los ministros y su familia para favorecer a sus parientes que reinaban en Grecia y Dinamarca. Sus funciones públicas se limitaron a la poco controvertida actividad de participar en obras de caridad.
A la muerte de la reina Victoria en 1901, Alberto Eduardo se convirtió en monarca como Eduardo VII, con Alejandra como reina consorte. En 1910, tras el fallecimiento de Eduardo y la ascensión al trono de su hijo Jorge V, pasó a ostentar el título de reina madre, que mantuvo hasta su muerte, aunque continuó siendo conocida por su propio nombre.
Desconfiaba enormemente de su sobrino, el emperador alemán Guillermo II y apoyó a su hijo durante la Primera Guerra Mundial, en la que Gran Bretaña y sus aliados derrotaron a Alemania. Murió el 20 de noviembre de 1925 en Sandringham, después de sufrir un ataque al corazón y fue enterrada junto a su marido en la capilla de San Jorge del castillo de Windsor.

## Biografía

### Primeros años

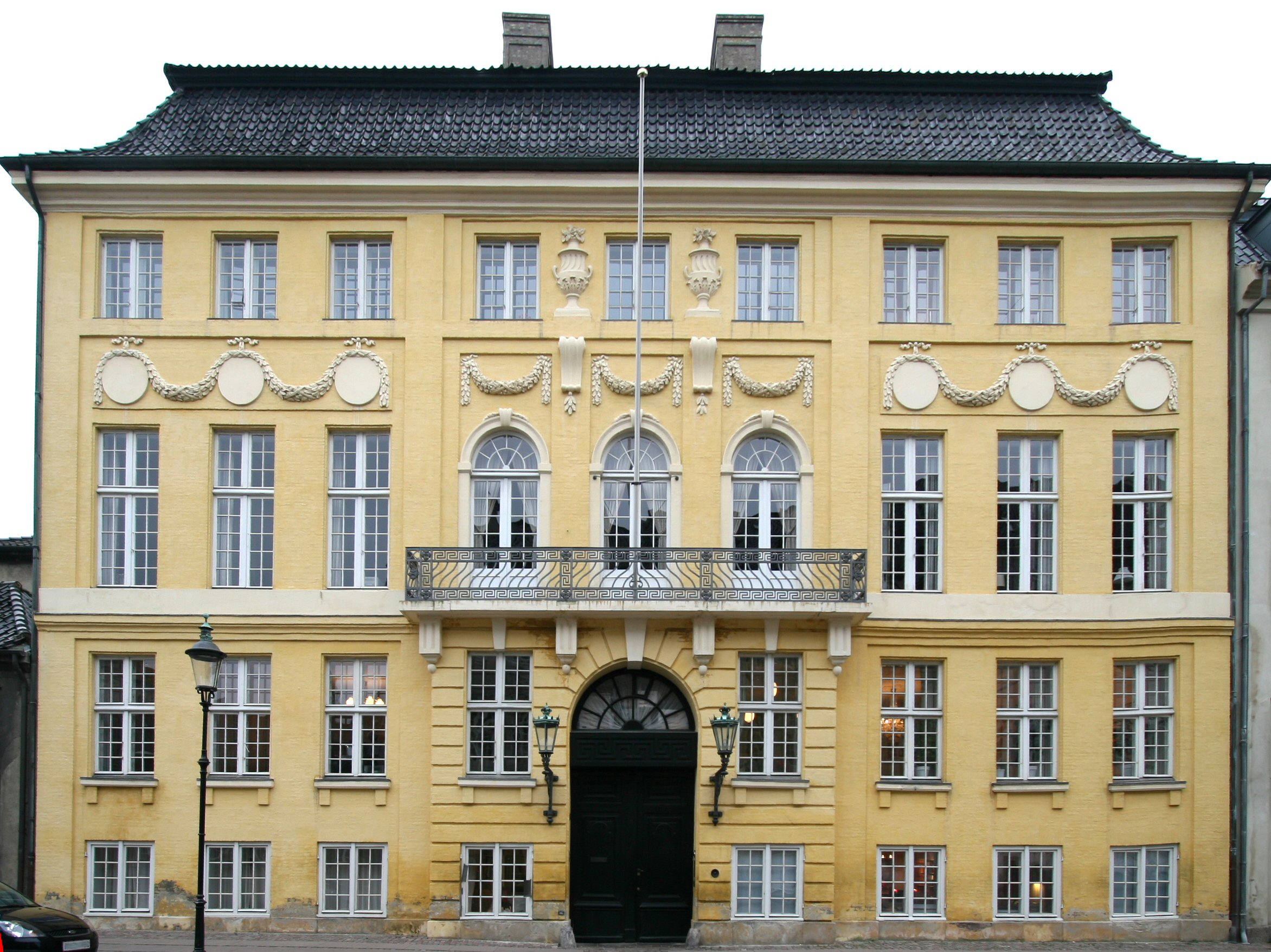
El palacio Amarillo (Det Gule Palæ) de Copenhague, lugar de nacimiento de Alejandra

La princesa Alejandra (llamada «Alix» dentro de su círculo familiar) nació el 1 de diciembre de 1844, en el palacio Amarillo, una casa del siglo xviii ubicada en el número 18 de Amaliegade, justo al lado del complejo del palacio de Amalienborg, en Copenhague. Sus padres fueron el príncipe Cristián de Schleswig-Holstein-Sonderburg-Glücksburg y la princesa Luisa de Hesse-Kassel. A pesar de que su familia era de sangre real, vivió una vida relativamente normal. No poseían una gran riqueza, los ingresos de su padre, que provenían de una comisión del ejército, eran de alrededor de 800 £ anuales y su residencia era una propiedad de gracia y favor que les fue concedida sin pago de alquiler. El escritor y poeta danés Hans Christian Andersen era invitado ocasionalmente a la casa familiar para contarles cuentos a los niños antes de mandarlos a dormir.
El rey Cristián VIII de Dinamarca falleció en 1848 y su único hijo, Federico, ascendió al trono. Federico no tenía hijos, había pasado por dos matrimonios fallidos y se suponía que era infértil. Esto causó una crisis de sucesión dinástica debido a que Federico reinaba en Dinamarca y Schleswig-Holstein y cada una tenía diferentes normas de sucesión. En Holstein, la Ley Sálica impedía la herencia a través de la línea femenina, mientras que tales restricciones no se aplicaban en Dinamarca. Holstein, predominantemente alemán, proclamó su independencia y pidió la ayuda de Prusia. En 1852, las grandes potencias mundiales convocaron a una conferencia en Londres para discutir la sucesión danesa. Se acordó un precario tratado de paz que incluía la disposición de que el padre de Alejandra, el príncipe Cristián, sería el heredero de Federico en todos sus dominios y las demandas previas de otras personas —que incluían las de la suegra, el cuñado y esposa de Cristián— fueron subordinadas a esta decisión.
Al príncipe Cristián se le dio el título de príncipe de Dinamarca y su familia se mudó a una nueva residencia oficial, el palacio Bernstorff. Aunque la condición de la familia se había elevado, no hubo siquiera un pequeño incremento en sus ingresos y no participaban en la vida cortesana de Copenhague, ya que se negaron a conocer a la tercera esposa y antigua amante de Federico, Louise Rasmussen, porque tenía un hijo ilegítimo de un anterior amante. Alejandra compartía una habitación en el ático con su hermana Dagmar —que más tarde sería emperatriz de Rusia—, hacía su propia ropa y servía la mesa junto con sus hermanas. Durante su estancia en Bernstorff, Alejandra creció hasta convertirse en una joven mujer; el capellán inglés en Copenhague le enseñó el idioma inglés y fue confirmada en el palacio de Christiansborg. Fue devota toda su vida y siguió las prácticas de la Alta iglesia. Junto con su hermana Dagmar recibió clases de natación de la pionera sueca de la natación femenina Nancy Edberg.

### Matrimonio y familia

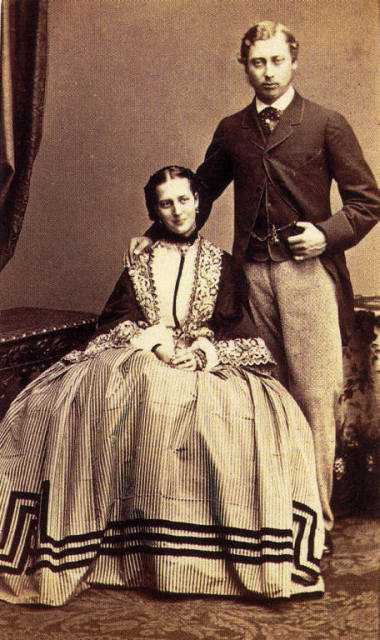
Alejandra y Alberto Eduardo en 1862

La reina Victoria y su esposo, el príncipe Alberto, estaban preocupados por encontrar una novia para su hijo y heredero, Alberto Eduardo, príncipe de Gales y decidieron solicitar a su hija, la princesa heredera Victoria de Prusia, que los ayudara a buscar una candidata adecuada. Alejandra no fue su primera elección, ya que los daneses estaban en desacuerdo con los prusianos en el asunto de Schleswig-Holstein y la mayor parte de los parientes de la familia real británica eran alemanes. Finalmente, después de rechazar otras posibilidades, resolvieron que Alejandra era «la única opción posible».
El 24 de septiembre de 1861, la princesa Victoria presentó a su hermano Alberto Eduardo con Alejandra en Espira, pero no fue hasta casi un año más tarde el 9 de septiembre de 1862 —después de su romance con
Nellie Clifden y la muerte de su padre— que Alberto Eduardo le propuso matrimonio a Alejandra en el Castillo Real de Laeken, la casa de su tío abuelo, el rey Leopoldo I de Bélgica.
Unos meses más tarde, Alejandra de Dinamarca viajó al Reino Unido a bordo del yate real Victoria and Albert II y desembarcó en Gravesend, Kent, el 7 de marzo de 1863. Sir Arthur Sullivan realizó una composición musical especial por su llegada y Alfred Tennyson, el poeta laureado, escribió una oda en su honor:

Sea King's daughter from over the sea,

Alexandra!

Saxon and Norman and Dane are we,

But all of us Danes in our welcome of thee,

Alexandra!

—A Welcome to Alexandra, Alfred Tennyson.

La hija del rey del mar, desde el mar,

¡Alejandra!
 
Sajones y normandos y daneses somos,
 
pero todos nosotros somos daneses en tu bienvenida,
 
¡Alejandra!

-Bienvenida a Alejandra, Alfred Tennyson

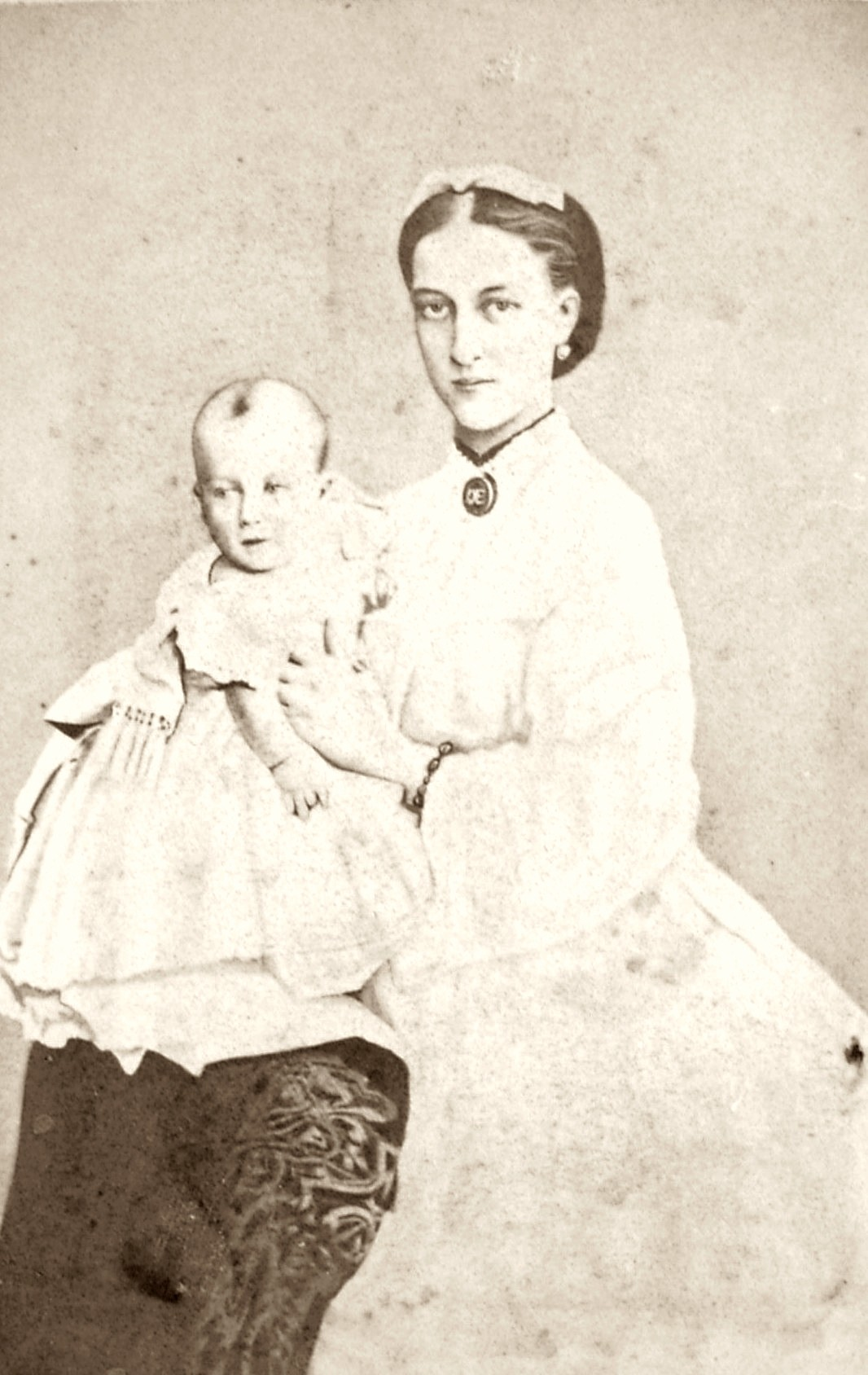
Alejandra con su primogénito, Alberto Víctor, en 1864

La pareja se casó el 10 de marzo de 1863, en la capilla de St. George en el Castillo de Windsor, en una ceremonia oficiada por Thomas Longley, arzobispo de Canterbury. La elección de la sede fue criticada por la prensa —ya que como estaba fuera de Londres sería difícil que el espectáculo fuera presenciado por grandes multitudes de público—, los potenciales invitados —porque era difícil de llegar y se trataba de un lugar pequeño, algunas personas que esperaban invitación finalmente no fueron invitadas— y los daneses —ya que solo los parientes más cercanos de Alejandra fueron invitados—. La corte todavía estaba de luto por la muerte del príncipe Alberto, por lo que las señoras fueron restringidas a usar gris, lila o malva. Durante su luna de miel en Osborne House en la isla de Wight, los alumnos del vecino Colegio Eton, que incluían a Lord Randolph Churchill, pudieron observar ocasionalmente a la pareja.
A finales del año siguiente, el padre de Alejandra había ascendido al trono de Dinamarca, su hermano Jorge se había convertido en rey de los helenos, su hermana Dagmar se había comprometido con el zarévich de Rusia, Nicolás Aleksándrovich, y Alejandra había dado a luz a su primer hijo. El ascenso al trono de Cristián IX dio lugar a nuevos conflictos por la suerte de Schleswig-Holstein. La Confederación Alemana invadió exitosamente Dinamarca y redujo su área en dos quintas partes. Con gran irritación de la reina Victoria y la princesa heredera de Prusia, Alejandra y Alberto Eduardo apoyaron al reino danés durante la guerra. La conquista prusiana de antiguas tierras danesas incrementó la profunda aversión de Alejandra hacia los alemanes, un sentimiento que permaneció con ella el resto de su vida.
El primer hijo de los príncipes de Gales, Alberto Víctor, nació a principios de 1864, dos meses antes de tiempo. Alejandra se dedicó con devoción a sus hijos, según la niñera principal, la señora Blackburn: «Se sentía en la gloria cuando podía correr hasta la habitación de los niños, ponerse un delantal de franela, bañarlos por sí misma y verlos dormir en sus pequeñas camas». La pareja tuvo seis hijos en total: Alberto Víctor, Jorge, Luisa, Victoria, Maud y Alejandro. Al parecer, todos los hijos de Alejandra nacieron antes de tiempo; el biógrafo Richard Hough pensaba que la princesa engañaba deliberadamente a la reina Victoria sobre su fecha probable de parto, ya que no quería que estuviera presente en los nacimientos. El nacimiento de su tercer hijo en 1867, se complicó con un ataque de fiebre reumática que amenazó su vida y la dejó con una cojera permanente. Curiosamente, esta cojera fue imitada por las damas de la época.[cita requerida]
En público, Alejandra era digna y encantadora, en privado, cariñosa y alegre. Disfrutaba las actividades sociales como el baile y el patinaje sobre hielo, era una experta jinete y conductora de carruajes. También disfrutaba de la caza, para consternación de la reina Victoria, quien le pidió sin éxito que dejara de practicarla. Incluso después del nacimiento de su primer hijo siguió socializando tanto como antes, esto provocó algunas fricciones entre la reina y la joven pareja, lo que se agravaba todavía más por el odio que Alejandra sentía por los prusianos y la parcialidad de la reina hacia ellos.

### Princesa de Gales

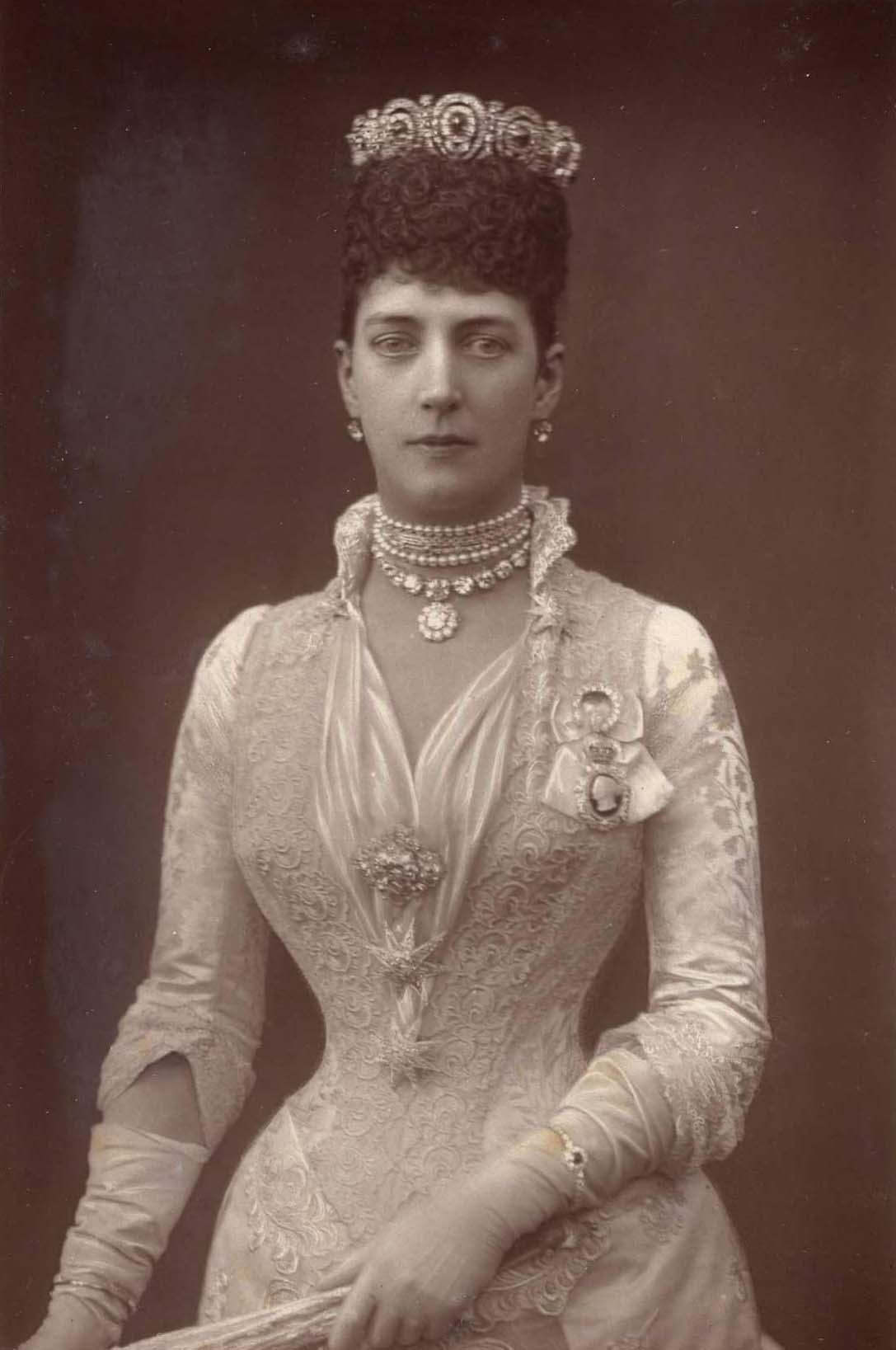
Alejandra, princesa de Gales, en julio de 1889

Alberto Eduardo y Alejandra visitaron Irlanda en abril de 1868. Después de haber estado enferma el año anterior, la princesa empezaba a caminar de nuevo sin la ayuda de los dos bastones de madera y estaba embarazada de su cuarto hijo. Llevaron a cabo una gira de seis meses por Austria, Egipto y Grecia entre 1868 y 1869. Esta gira incluyó la visita a su hermano, el rey Jorge I de Grecia, a los campos de batalla de Crimea y, para ella solamente, al harén del Jedive Ismail. En Turquía se convirtió en la primera mujer en sentarse a cenar con el sultán —Abdülaziz—.
La residencia preferida de los príncipes de Gales era Sandringham House y Marlborough House era su base en Londres. Los biógrafos coinciden en que su matrimonio fue feliz en muchos sentidos, sin embargo, algunos afirman que Alberto Eduardo no le daba a su esposa toda la atención que ella deseaba y que poco a poco la pareja se fue alejando, hasta que a finales de 1871 el príncipe sufrió un ataque de fiebre tifoidea —la enfermedad que se cree mató a su padre—, lo que produjo una reconciliación. Estas afirmaciones son cuestionadas por otros escritores, que señalan los embarazos frecuentes de Alejandra a lo largo de este período y usan las cartas familiares para negar la existencia de una grave fisura. Sin embargo, Alberto Eduardo fue duramente criticado desde muchos sectores de la sociedad, por su aparente falta de interés en la grave enfermedad de su mujer, la fiebre reumática. A lo largo de su matrimonio, el príncipe de Gales siguió manteniendo relaciones con otras mujeres, entre ellas la actriz Lillie Langtry; Daisy Greville, condesa de Warwick; Agnes Keyser y la distinguida mujer de sociedad Alice Keppel. La mayoría de sus romances fueron del pleno conocimiento de Alejandra, que incluso más tarde permitió que Alice Keppel visitara al rey en su lecho de muerte. La princesa se mantuvo fiel durante todo su matrimonio.
Alejandra se fue aislando socialmente debido al agravamiento de su sordera, causada por la otosclerosis hereditaria, y cada vez pasaba más tiempo en casa con sus hijos y mascotas. Su sexto y último embarazo terminó en tragedia, cuando su hijo recién nacido murió después de solo un día de vida. A pesar de que la princesa suplicó privacidad, la reina Victoria insistió en anunciar un período de luto en la corte, lo que condujo a que los elementos hostiles de la prensa describieran el nacimiento como un «desdichado aborto» y los arreglos del funeral como una «mascarada repugnante».
Durante ocho meses entre 1875 y 1876, el príncipe de Gales estuvo ausente de Gran Bretaña mientras realizaba un viaje por la India, pero, para su consternación, Alejandra tuvo que quedarse en casa. El príncipe había planeado un viaje con un grupo de varones y tenía la intención de dedicar la mayor parte del tiempo a la caza y el tiro. Durante la gira, uno de los amigos que viajaba con el príncipe, Lord Aylesford, fue informado por su esposa que iba a dejarlo por otro hombre: Lord Blandford, que a su vez estaba casado. Aylesford estaba consternado y decidió pedir el divorcio. Mientras tanto, el hermano de Lord Blandford, Lord Randolph Churchill, convenció a los amantes de no fugarse. Preocupada por la amenaza de divorcio, Lady Aylesford trató de disuadir a su marido de llevar a cabo el procedimiento, pero Lord Aylesford se mostró inflexible y se negó a reconsiderarlo. En un intento de presión para que Lord Aylesford abandonara su demanda de divorcio, Lady Aylesford y Lord Randolph Churchill acudieron con Alejandra y le dijeron que si el divorcio procedía, el príncipe sería citado como testigo e implicado en el escándalo. Afligida por las amenazas y siguiendo el consejo de Sir William Knollys y la duquesa de Teck, Alejandra informó a la reina, quien luego escribió al príncipe de Gales. El príncipe se indignó. Finalmente, los Blandford y los Aylesford se divorciaron en privado. Aunque Lord Randolph Churchill se disculpó más tarde, durante muchos años el príncipe de Gales se negó a hablarle o verle.

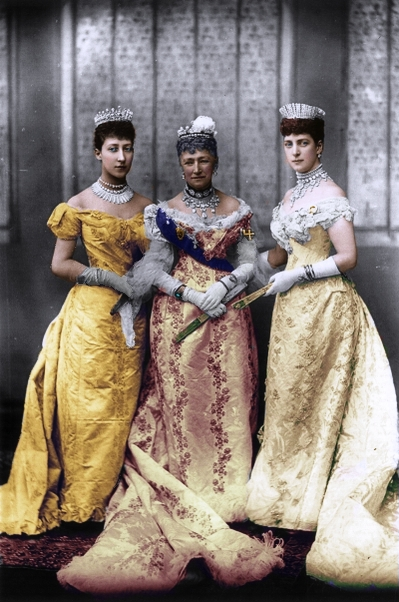
Alejandra (derecha) con su madre (centro) y su hija mayor, la princesa Luisa (izquierda) en 1893

Alejandra pasó en Grecia la primavera de 1877, mientras se recuperaba de un período de mala salud y visitaba a su hermano el rey Jorge de Grecia. Durante la Guerra Ruso-Turca (1877-1878), era claramente parcial contra Turquía y a favor de Rusia, donde su hermana estaba casada con el zarévich, y presionó para que se realizara una revisión de la frontera entre Grecia y Turquía que favoreciera a los griegos. Alejandra y sus dos hijos pasaron los próximos tres años separados, en gran medida porque los jóvenes fueron enviados en un crucero por todo el mundo como parte de su educación naval y general. La despedida estuvo llena de lágrimas y, como lo demuestra su correspondencia regular, los echó de menos terriblemente. En 1881, Alejandra y Alberto Eduardo viajaron a San Petersburgo tras el asesinato de Alejandro II de Rusia, tanto para representar a Gran Bretaña, como para que la princesa pudiera confortar a su hermana Dagmar, que se había convertido en la zarina.
Alejandra asumió muchas responsabilidades en eventos públicos; en palabras de la reina Victoria, «me quitó la tensión y la fatiga de muchas funciones. Abre bazares, asiste a conciertos, visita hospitales en mi lugar... no solo nunca se queja, sino que se esfuerza por demostrar que ha disfrutado lo que para otro sería un deber agotador». Tomó un interés especial en el Hospital de Londres, que visitaba con regularidad. Durante sus visitas al hospital conoció entre otros pacientes a Joseph Merrick, el llamado «Hombre Elefante». Por lo general las multitudes aplaudían con entusiasmo a Alejandra, pero durante una visita a Irlanda en 1885, sufrió un raro momento de hostilidad pública cuando visitaba la ciudad de Cork, semillero del nacionalismo irlandés. Alberto Eduardo y Alejandra fueron abucheados por una multitud de dos o tres mil personas que blandían palos y banderas de color negro. Alejandra superó sonriente la difícil prueba y la prensa británica describió la visita desde una óptica positiva y calificó a la multitud como «entusiasta». Como parte de la misma visita recibió un Doctorado en Música por el Trinity College de Dublín.
La muerte de su hijo mayor, el príncipe Alberto Víctor, duque de Clarence y Avondale, en 1892, fue un duro golpe para la bondadosa Alejandra. La habitación y las posesiones personales del príncipe se mantuvieron tal como los había dejado, al igual que se hizo con las pertenencias del príncipe Alberto después de su muerte en 1861. La princesa de Gales confesó: «He enterrado a mi ángel y con él mi felicidad». La correspondencia entre Alejandra y sus hijos que todavía sobrevive indica que eran muy unidos. En 1894, falleció su cuñado, Alejandro III de Rusia, y su sobrino, Nicolás, se convirtió en el zar. Durante esos días fue un sostén para su hermana, la emperatriz viuda; Alejandra durmió, rezó y permaneció junto a ella por las siguientes dos semanas hasta el entierro de Alejandro.

### Reina consorte

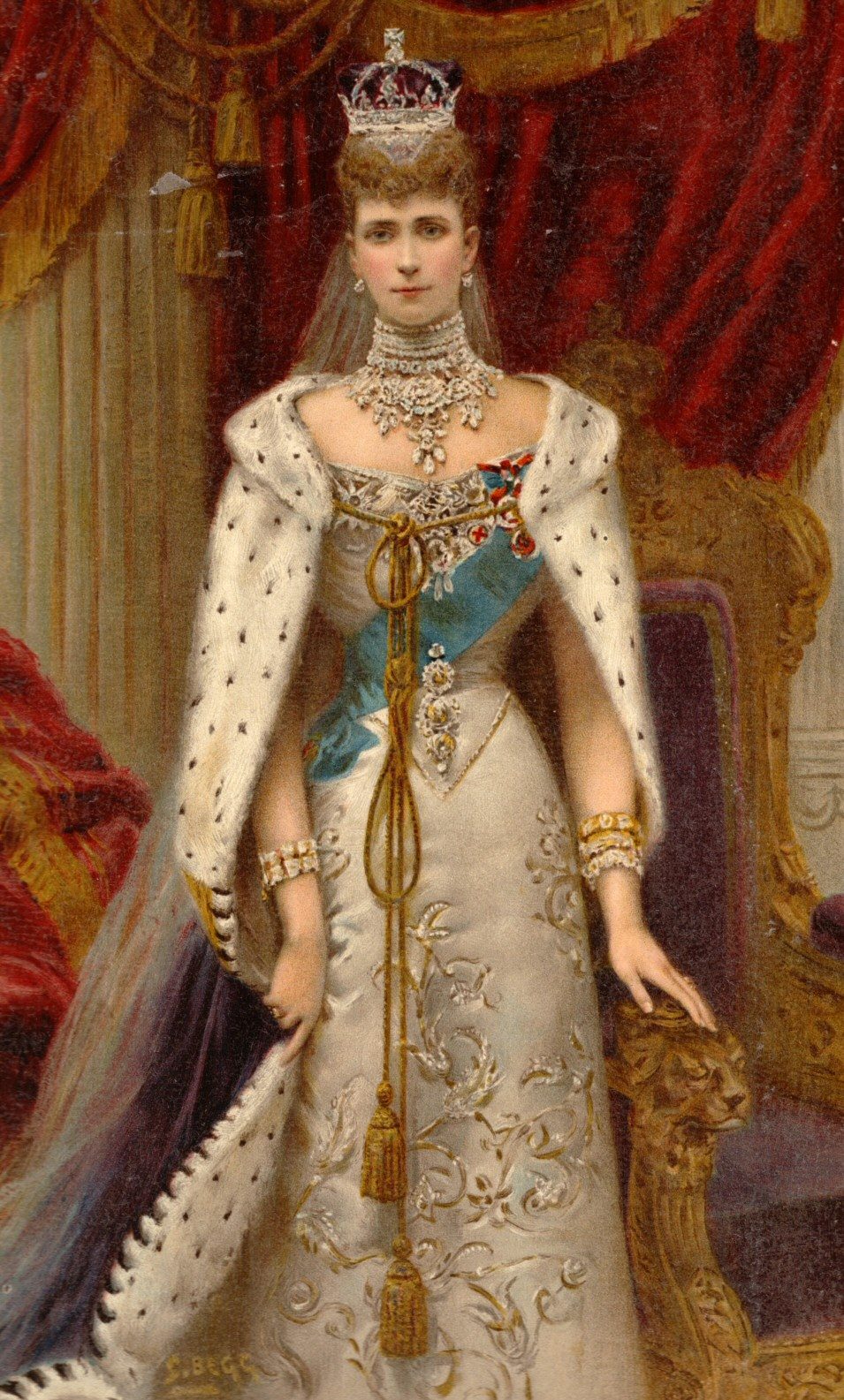
Alejandra vestida para asistir a la coronación el 26 de junio de 1902. Publicado por el The Illustrated London News en el registro de la ceremonia de coronación del rey Eduardo VII y la reina Alejandra en 1902. Obra firmada por Samuel Begg

Con la muerte de la reina Victoria en 1901, Alberto Eduardo se convirtió en rey con el nombre de Eduardo VII y Alejandra en la reina consorte. Dos meses después, su hijo Jorge y su nuera María de Teck partieron en una extensa gira por el imperio y dejaron a sus pequeños hijos al cuidado de Alejandra y Eduardo, que adoraban a sus nietos. Al regreso de la pareja, los preparativos estaban a punto y la coronación de Eduardo y Alejandra estaba cercana. Sin embargo, solo unos días antes de la fecha prevista en junio de 1902, Eduardo cayó gravemente enfermo de apendicitis. Alejandra lo sustituyó en un desfile militar y asistió a las carreras de la Royal Ascot, en un intento por evitar la alarma social. Finalmente, la coronación tuvo que ser pospuesta y Eduardo sometido a una operación para extirpar el apéndice infectado. Después de su recuperación, Alejandra y Eduardo fueron coronados juntos en agosto: él por el arzobispo de Canterbury, Frederick Temple, y ella por el arzobispo de York, William Dalrymple Maclagan.
A pesar de haberse convertido en reina, las responsabilidades de Alejandra cambiaron muy poco y mantuvo a muchos de los servidores que tenía. La encargada de la alcoba de Alejandra, Charlotte Knollys, permaneció lealmente a su servicio durante muchos años. El 10 de diciembre de 1903, Charlotte, hija de Sir William Knollys, amaneció y halló su habitación repleta de humo. Despertó a Alejandra y la guio a un lugar seguro. En palabras de la gran duquesa Augusta de Mecklemburgo-Strelitz: «Debemos darle crédito a la vieja Charlotte por salvarle realmente la vida [a Alejandra]».

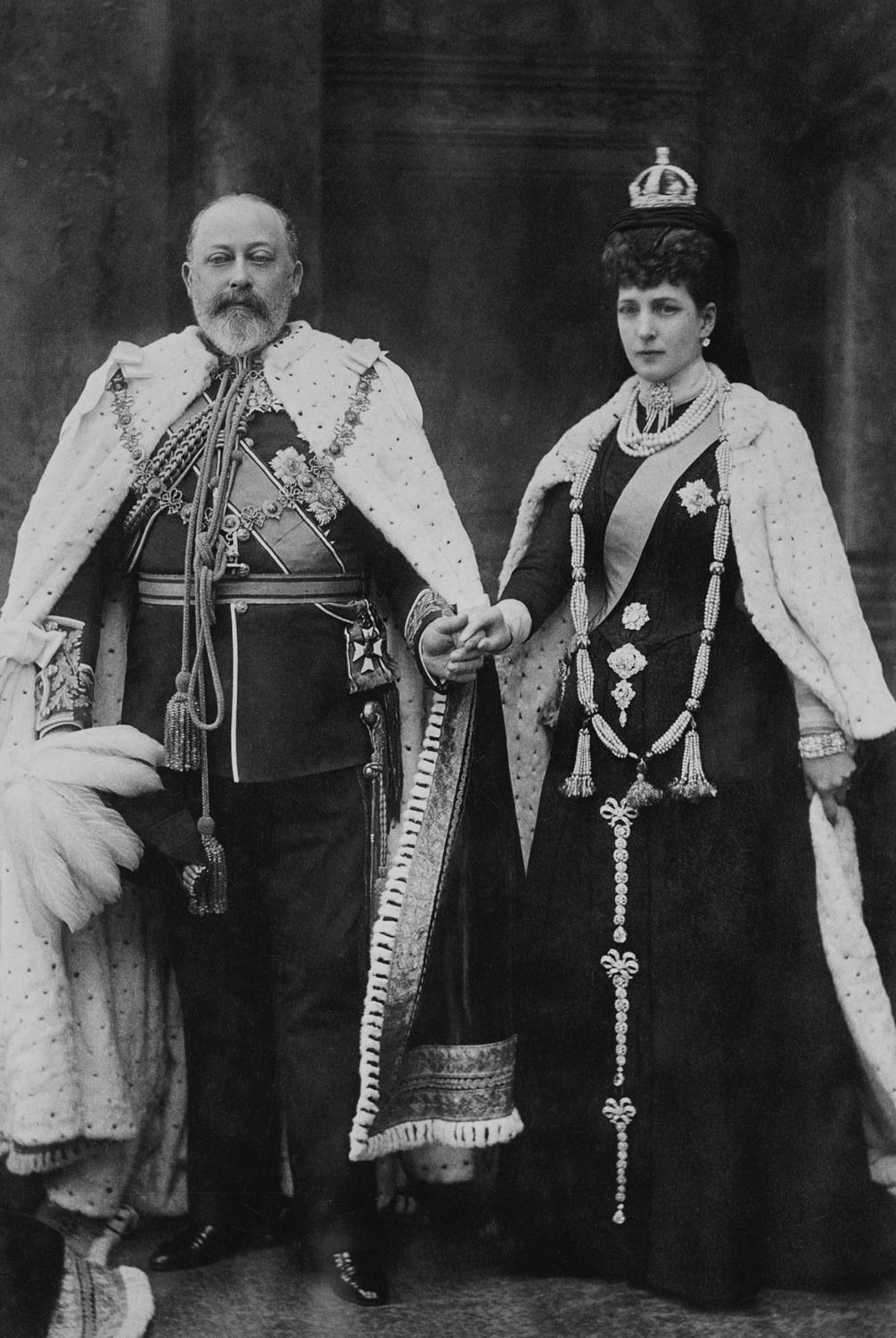
Los reyes Eduardo VII y Alejandra en la primera ceremonia de apertura del Parlamento de su reinado, 14 de febrero de 1901

La reina volvió a hacerse cargo de sus nietos cuando Jorge y María partieron en una segunda gira, esta vez a la India británica, durante el invierno de 1905-1906. Su padre, el rey Cristián IX de Dinamarca, murió en enero de 1906. Deseosas de conservar sus vínculos familiares, tanto entre sí como con Dinamarca, Alejandra y su hermana, la emperatriz viuda de Rusia, compraron una casa al norte de Copenhague en 1907, Hvidøre, una especie de refugio privado.
Los biógrafos afirman que a Alejandra le fue negado el acceso a los documentos informativos del rey y se le excluyó de algunos de los viajes al extranjero para evitar su intromisión en asuntos diplomáticos. Desconfiaba profundamente de los alemanes y se opuso siempre a cualquier cosa que favoreciera su expansión o sus intereses. En 1890, por ejemplo, escribió un memorando distribuido a los altos ministros británicos y al personal militar, advirtiéndoles contra el previsto intercambio de la isla británica Heligoland, situada en el mar del Norte, por la colonia alemana de Zanzíbar. En el memorando señalaba la importancia estratégica de la isla, que podría ser utilizada por Alemania para lanzar un ataque o por Gran Bretaña para contener una agresión alemana. A pesar de esto, el intercambio siguió adelante. Los alemanes fortificaron la isla y, en palabras de Robert Ensor y como Alejandra había predicho, «se convirtió en la piedra angular de la posición marítima de Alemania para la ofensiva, así como para la defensa». El Frankfurter Zeitung condenó abiertamente la conducta de Alejandra y su hermana, la emperatriz viuda de Rusia, y afirmó que ambas fueron «el centro de la conspiración internacional antialemana». La reina despreciaba y le tenía desconfianza a su sobrino, Guillermo II de Alemania, en 1900 lo llamaba «nuestro enemigo interno».
En 1910, Alejandra se convirtió en la primera reina consorte en visitar la Cámara de los Comunes durante un debate. En una extraordinaria situación sin precedente, durante dos horas, se sentó en la Galería de las Damas con vistas a la cámara mientras que se debatía el proyecto de ley del Parlamento, que pretendía reformar el papel de la Cámara de los Lores. En privado, Alejandra estaba en desacuerdo con el proyecto de ley. Poco después fue a visitar a su hermano, el rey Jorge I de Grecia, en Corfú. Una vez ahí, le llegó la noticia de que el rey Eduardo estaba gravemente enfermo, regresó de inmediato y llegó justo un día antes de la muerte de su marido. En las últimas horas de Eduardo, le administró personalmente el oxígeno de un cilindro de gas para ayudarlo a respirar. Le contó a Frederick Ponsonby: «Me siento como si hubiera sido convertida en piedra, incapaz de llorar, incapaz de comprender el significado de todo esto». Más tarde ese mismo año, se mudó del palacio de Buckingham a Marlborough House, pero retuvo la posesión de Sandringham House. El nuevo rey, su hijo Jorge, pronto se enfrentó a tener que tomar una decisión sobre el proyecto de ley del Parlamento. A pesar de sus puntos de vista personales, Alejandra apoyó la decisión del rey, para ayudar a dar fuerza al proyecto de ley en el Parlamento a petición del primer ministro, pero en contra de los deseos de la Cámara de los Lores, cuando el partido reformador ganó las elecciones de la Cámara de los Comunes.

### Reina madre

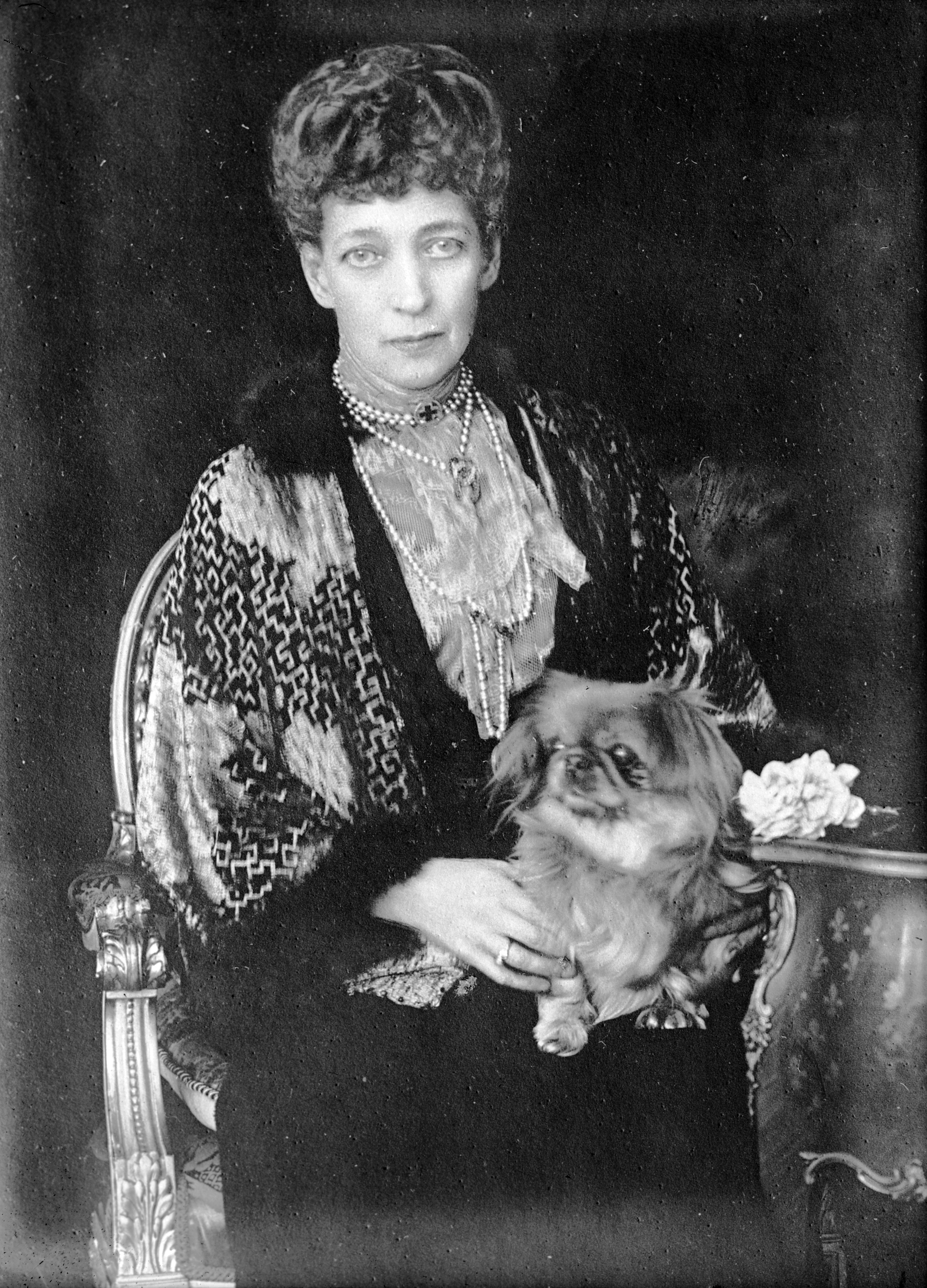
Alejandra en 1923

Alejandra no asistió a la coronación de su hijo en 1911, porque no era costumbre que una reina coronada asistiera a la coronación de otro rey o reina, pero por lo demás siguió el lado público de su vida, dedicando tiempo a sus causas benéficas. Una de las tantas causas era el llamado «Día de la rosa de Alejandra», en el cual mujeres voluntarias vendían rosas artificiales hechas por personas discapacitadas para apoyar a los hospitales. Durante la Primera Guerra Mundial, la costumbre de colgar las banderas de los príncipes extranjeros investidos con la más alta orden de caballería británica, la Orden de la Jarretera, en la capilla de St. George en el Castillo de Windsor, fue objeto de críticas, ya que los miembros alemanes de la orden estaban ahora luchando contra Gran Bretaña. Alejandra se unió a los llamados de «tumbar las odiosas banderas alemanas». Impulsado por la opinión pública, pero en contra de sus propios deseos, el rey retiró las banderas, pero para consternación de Alejandra no solo quitó «esas viles banderas prusianas», sino también las de los parientes hessianos de su madre, que en opinión de esta, eran simplemente «soldados o vasallos bajo las órdenes del brutal emperador alemán». El 17 de septiembre de 1916, Alejandra se encontraba en Sandringham cuando se produjo un ataque aéreo desde un Zepelín, pero lo peor fue lo que le sucedería a otros miembros de su familia. En Rusia, el zar Nicolás II fue derrocado y después asesinado por los revolucionarios junto a su esposa e hijos. En 1919, la emperatriz viuda fue rescatada de Rusia por el HMS Marlborough y llevada a Inglaterra donde vivió durante un tiempo con su hermana Alejandra.
Alejandra conservó una apariencia juvenil hasta la vejez, pero durante la guerra envejeció notablemente. Esto la llevó a usar elaborados velos y mucho maquillaje, los chismosos describían que parecía tener la cara «esmaltada». No volvió a realizar más viajes al extranjero y comenzó a sufrir problemas de salud cada vez mayores. En 1920, le estalló un vaso sanguíneo en un ojo, dejándola temporal y parcialmente ciega. Hacia el final de su vida, su memoria y habla se fueron deteriorando. Murió el 20 de noviembre de 1925 en Sandringham, después de sufrir un ataque al corazón y fue enterrada en una elaborada tumba junto a su marido en la capilla de St. George en el Castillo de Windsor.

## Legado

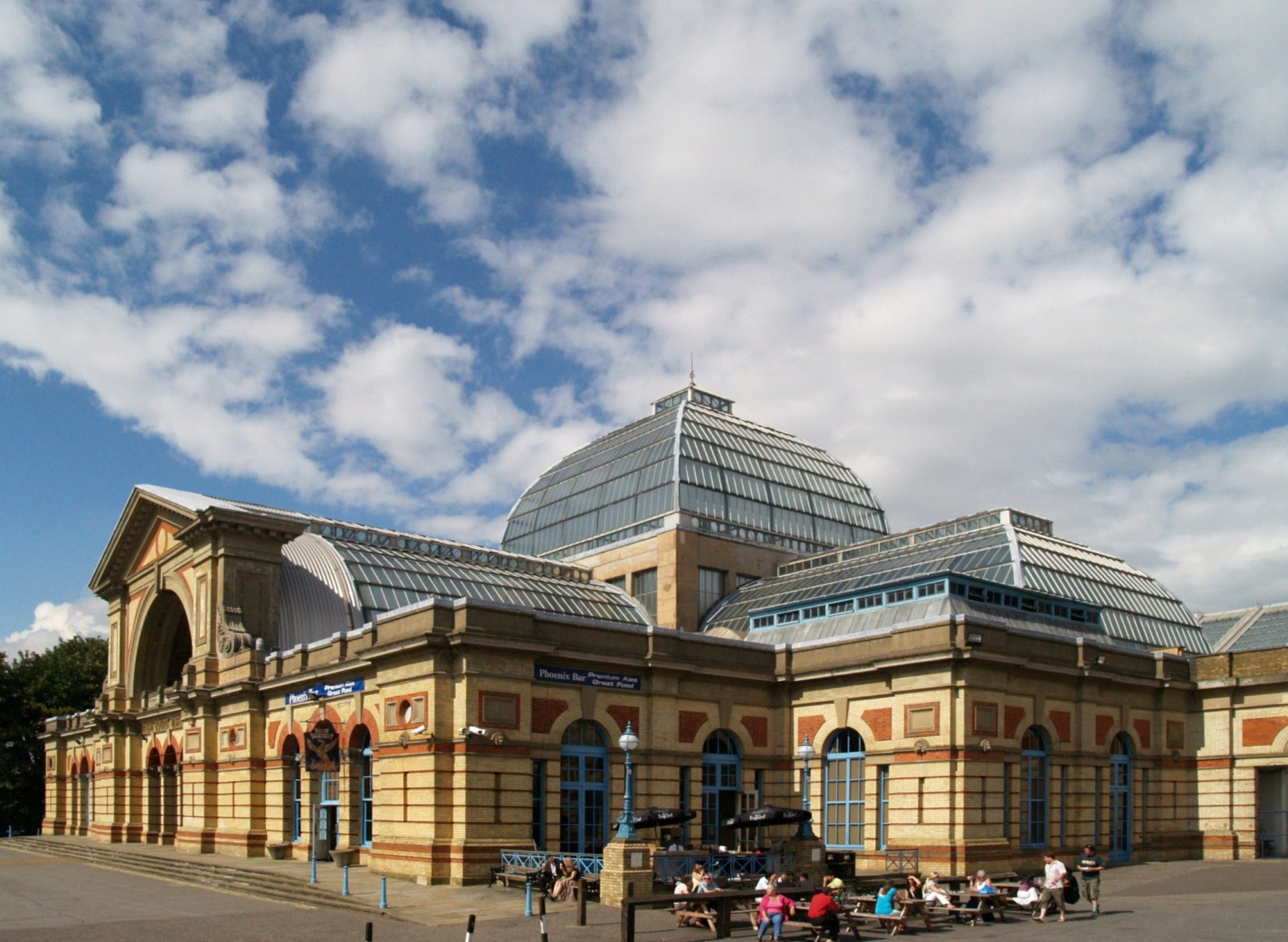
Fachada principal del Alexandra Palace

Después de la boda de Alejandra con el príncipe de Gales en 1863, se inició la construcción de un nuevo parque y un «palacio del pueblo» en una colina en el norte de Londres, que incluía un centro de artes y una sala de exhibiciones pública, y que en honor de la princesa fueron nombrados Alexandra Park y Alexandra Palace. El palacio, llamado coloquialmente Ally Pally, alberga además una sala de conciertos, una sala de conferencias, un museo, una biblioteca, un teatro y salones para eventos y banquetes, de hecho, su salón de banquetes es considerado el más grande de Londres.
Alejandra fue muy popular entre el pueblo británico. A diferencia de su marido y de su suegra nunca fue castigada por la prensa. Los fondos que ayudó a recolectar fueron utilizados para comprar una embarcación de río que fue llamada Alexandra y que se utilizó para transportar a los heridos durante la campaña de Sudán, además para adaptar un buque hospital de nombre The Princess of Wales, que llevaba de regreso a los heridos de la Guerra de los Bóer. Durante la Guerra de los Bóer también fundó el Queen Alexandra's Imperial Military Nursing Service, posteriormente rebautizado como Queen Alexandra's Royal Army Nursing Corps —Cuerpo de enfermería de la Armada Real reina Alejandra—.
Tenía poca comprensión del manejo del dinero. La administración de sus finanzas se dejó en manos del leal contralor, Sir Dighton Probyn, que realizó una función similar para el rey Eduardo VII. En palabras de su nieto, Eduardo VIII —más tarde, duque de Windsor—: «Su generosidad era una fuente de apuros para sus asesores financieros. Cada vez que recibía una carta solicitando dinero, enviaba un cheque de inmediato, independientemente de la autenticidad de los mendicantes y sin que el caso fuera investigado». Aunque no siempre fue extravagante —zurcía las medias usadas para reutilizarlas y sus vestidos viejos eran reciclados como fundas para muebles—, desestimaba las protestas sobre sus fuertes gastos con un movimiento de la mano o afirmaba que no había escuchado.

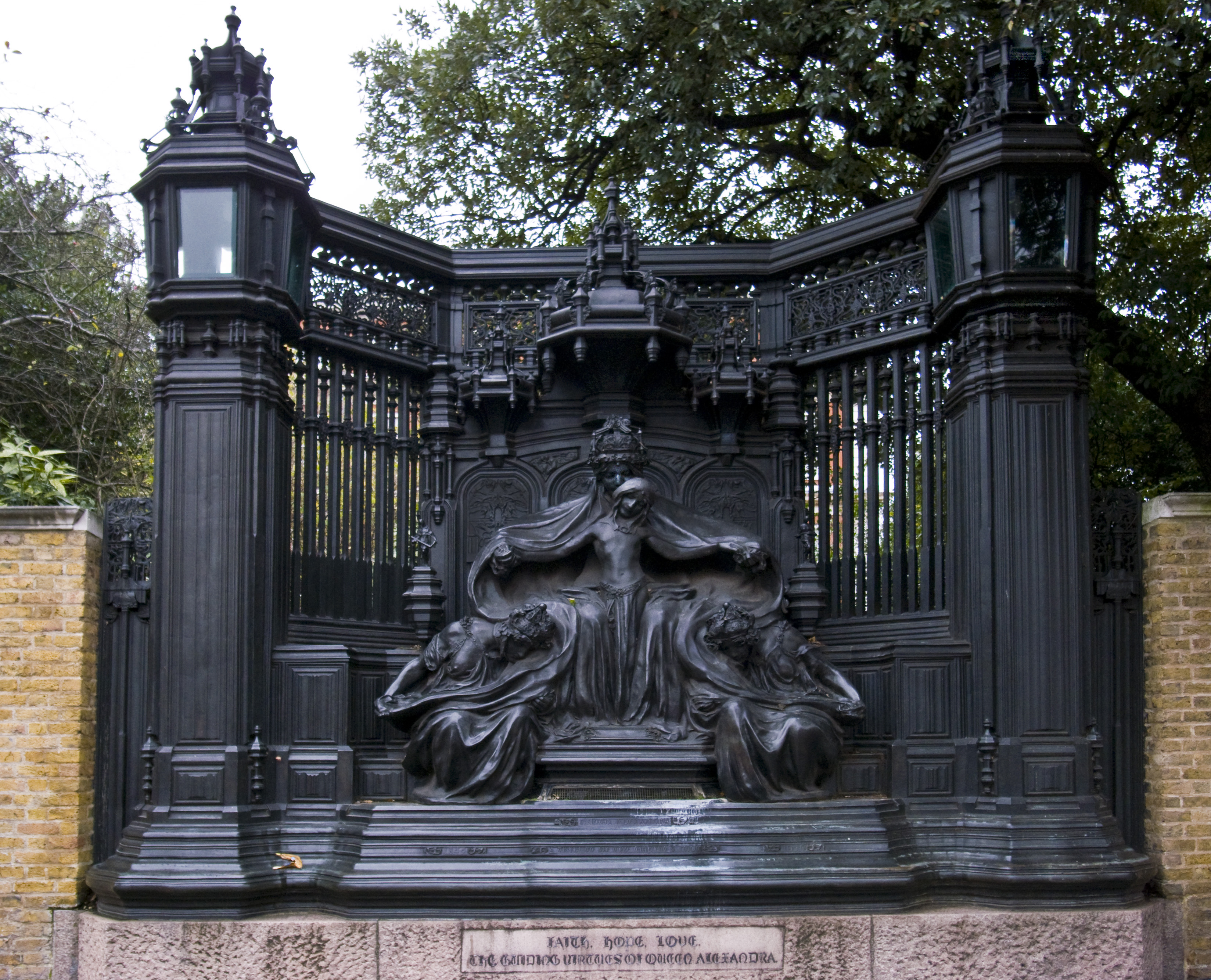
Memorial a la reina Alejandra, situado frente al palacio de St. James

Acostumbraba esconder una pequeña cicatriz en el cuello, que probablemente fue resultado de una operación de la infancia, con el uso de collares tipo gargantilla y escotes altos, con lo que estableció modas que se usarían durante cincuenta años. El efecto de Alejandra sobre la moda fue tan profundo, que las damas de sociedad incluso copiaban su modo de caminar «cojeando», después de la grave enfermedad que la dejó con una pierna rígida en 1867. Prefería sobre todo las casas de moda de Londres, su favorita era Redfern, pero compraba ocasionalmente en Doucet y Fromont de París.
El 8 de junio de 1932 —el día de la rosa de Alejandra—, se desveló un monumento llamado Queen Alexandra Memorial, realizado por el escultor Alfred Gilbert y ubicado en Marlborough Gate, Londres. En la inauguración se interpretó una oda en su memoria «So many true princesses who have gone», con música compuesta por el entonces Master of the King's Music —Maestro de la música del rey— Sir Edward Elgar y letra del poeta laureado John Masefield, el propio Elgar se encargó de la dirección musical.
La reina Alejandra ha sido representada en la televisión británica por Deborah Grant y Helen Ryan en Edward the Seventh, Ann Firbank en Lillie, Maggie Smith en All the King's Men y Bibi Andersson en The Lost Prince. En el cine fue representada por Pamela Abbott en la película de 1979, Murder by Decree, y por Helen Ryan en la película de 1980, The Elephant Man. En la obra de teatro de 1980, Motherdear, escrita por Royce Ryton, fue interpretada por Margaret Lockwood en su última actuación.

## Títulos, honores y armas

Escudo de armas de la reina Alejandra

### Títulos y tratamientos
Por nacimiento, Alejandra fue princesa de Schleswig-Holstein-Sonderburg-Glücksburg, con el tratamiento de Su Alteza Serenísima, como nieta del duque Federico Guillermo de Schleswig-Holstein-Sonderburg-Glücksburg. El 31 de julio de 1853, su padre, el príncipe Cristián, fue nombrado príncipe de Dinamarca, por lo cual, como princesa de Dinamarca, Alejandra recibió el tratamiento de Su Alteza Real. Después de su matrimonio el 10 de marzo de 1863 y antes de que su marido accediera al trono fue princesa de Gales con el tratamiento de Su Alteza Real. Tras el fallecimiento de la reina Victoria, el 22 de enero de 1901, Eduardo VII ascendió al trono y Alejandra se convirtió en consorte del Reino Unido y emperatriz de la India, recibiendo los tratamientos de Su Majestad y Su Majestad Imperial.
| ● 1 de diciembre de 1844-31 de julio de 1853:  | Su alteza la princesa Alejandra de Schleswig-Holstein-Sonderburg-Glücksburg                                                           |
| ● 31 de julio de 1853-21 de diciembre de 1858: | Su alteza la princesa Alejandra de Dinamarca                                                                                          |
| ● 21 de diciembre de 1858-10 de marzo de 1863: | Su alteza real la princesa Alejandra de Dinamarca                                                                                     |
| ● 10 de marzo de 1863-22 de enero de 1901:     | Su alteza real la duquesa de Cornualles la duquesa de Rothesay (Escocia) la princesa de Gales (Inglaterra, Gales e Irlanda del Norte) |
| ● 22 de enero de 1901-6 de mayo de 1910:       | Su majestad la reina |
| ● 6 de mayo de 1910-20 de noviembre de 1925:   | Su majestad la reina Alejandra |

Títulos adicionales:
| ● 10 de marzo de 1863-22 de enero de 1901: | Su majestad imperial la reina-emperatriz |

### Honores
En 1901, Alejandra se convirtió en la primera mujer en ser investida como Dama Compañera de la Orden de la Jarretera desde 1495, como tal, su bandera de armas estuvo colgada durante toda su vida en la Capilla de San Jorge del Castillo de Windsor. Algunos otros de los honores que recibió fueron: Dama de primera clase de la Real Orden de Victoria y Alberto, Dama (grande cruz) de la Orden Imperial de San Carlos, Dama de la Imperial Orden de la Corona de la India y Dama de Justicia de la Orden de San Juan de Jerusalén. Así mismo el 11 de febrero de 1872 fue nombrada dama de la Orden de las Damas Nobles de la Reina María Luisa. Además el 1 de julio de 1889 fue nombrada dama de la Orden del León dorado del gran ducado de Hesse y del Rin.

### Armas
Las armas de la reina Alejandra después del ascenso al trono de su marido en 1901, eran el Real Escudo de Armas del Reino Unido empalado con las armas de su padre, el rey Cristián IX de Dinamarca. El escudo está surmontado por la corona imperial y sostenido por el león coronado de Inglaterra y un hombre salvaje típico del Real Escudo de Armas de Dinamarca.

## Ancestros
| \| \| \| \| \| \| \| \| \| \| \| \| \| \| \| \| \| \| \| \| 16. Príncipe Carlos Antonio de Schleswig-Holstein-Sonderburg-Beck \| \| \| \| \| \| \| \| \| \| \| \| \| \| \| \| \| \| \| \| \| \| \| \| \| \| \| \| \| \| \| \| \| \| \| \| \| \| \| \| \| \| \| \| \| \| \| \| \| \| \| \| \| \| 8. Federico Carlos, duque de Schleswig-Holstein-Sonderburg-Beck \| \| \| \| \| \| \| \| \| \| \| \| \| \| \| \| \| \| \| \| \| \| \| \| \| \| \| \| \| \| \| \| \| \| \| \| \| \| \| \| \| \| \| \| \| \| \| \| \| \| \| \| \| \| 17. Condesa Carlota de Dohna-Leistenau \| \| \| \| \| \| \| \| \| \| \| \| \| \| \| \| \| \| \| \| \| \| \| \| \| \| \| \| \| \| \| \| \| \| \| \| \| \| \| \| \| \| \| \| \| \| \| \| \| \| \| \| \| \| 4. Federico Guillermo, duque de Schleswig-Holstein-Sonderburg-Glücksburg \| \| \| \| \| \| \| \| \| \| \| \| \| \| \| \| \| \| \| \| \| \| \| \| \| \| \| \| \| \| \| \| \| \| \| \| \| \| \| \| \| \| \| \| \| \| \| \| \| \| \| \| \| \| 18. Conde Carlos Leopoldo de Schlieben \| \| \| \| \| \| \| \| \| \| \| \| \| \| \| \| \| \| \| \| \| \| \| \| \| \| \| \| \| \| \| \| \| \| \| \| \| \| \| \| \| \| \| \| \| \| \| \| \| \| \| \| \| \| 9. Condesa Federica de Schlieben \| \| \| \| \| \| \| \| \| \| \| \| \| \| \| \| \| \| \| \| \| \| \| \| \| \| \| \| \| \| \| \| \| \| \| \| \| \| \| \| \| \| \| \| \| \| \| \| \| \| \| \| \| \| 19. Condesa María Leonor de Lehndorff \| \| \| \| \| \| \| \| \| \| \| \| \| \| \| \| \| \| \| \| \| \| \| \| \| \| \| \| \| \| \| \| \| \| \| \| \| \| \| \| \| \| \| \| \| \| \| \| \| \| \| \| \| \| 2. Cristián IX de Dinamarca \| \| \| \| \| \| \| \| \| \| \| \| \| \| \| \| \| \| \| \| \| \| \| \| \| \| \| \| \| \| \| \| \| \| \| \| \| \| \| \| \| \| \| \| \| \| \| \| \| \| \| \| \| \| 20. Federico II, Landgrave de Hesse-Kassel \| \| \| \| \| \| \| \| \| \| \| \| \| \| \| \| \| \| \| \| \| \| \| \| \| \| \| \| \| \| \| \| \| \| \| \| \| \| \| \| \| \| \| \| \| \| \| \| \| \| \| \| \| \| 10. Príncipe Carlos de Hesse-Kassel \| \| \| \| \| \| \| \| \| \| \| \| \| \| \| \| \| \| \| \| \| \| \| \| \| \| \| \| \| \| \| \| \| \| \| \| \| \| \| \| \| \| \| \| \| \| \| \| \| \| \| \| \| \| 21. Princesa María de Gran Bretaña \| \| \| \| \| \| \| \| \| \| \| \| \| \| \| \| \| \| \| \| \| \| \| \| \| \| \| \| \| \| \| \| \| \| \| \| \| \| \| \| \| \| \| \| \| \| \| \| \| \| \| \| \| \| 5. Princesa Luisa Carolina de Hesse-Kassel \| \| \| \| \| \| \| \| \| \| \| \| \| \| \| \| \| \| \| \| \| \| \| \| \| \| \| \| \| \| \| \| \| \| \| \| \| \| \| \| \| \| \| \| \| \| \| \| \| \| \| \| \| \| 22. Federico V de Dinamarca \| \| \| \| \| \| \| \| \| \| \| \| \| \| \| \| \| \| \| \| \| \| \| \| \| \| \| \| \| \| \| \| \| \| \| \| \| \| \| \| \| \| \| \| \| \| \| \| \| \| \| \| \| \| 11. Princesa Luisa de Dinamarca \| \| \| \| \| \| \| \| \| \| \| \| \| \| \| \| \| \| \| \| \| \| \| \| \| \| \| \| \| \| \| \| \| \| \| \| \| \| \| \| \| \| \| \| \| \| \| \| \| \| \| \| \| \| 23. Princesa Luisa de Gran Bretaña \| \| \| \| \| \| \| \| \| \| \| \| \| \| \| \| \| \| \| \| \| \| \| \| \| \| \| \| \| \| \| \| \| \| \| \| \| \| \| \| \| \| \| \| \| \| \| \| \| \| \| \| \| \| 1. Princesa Alejandra de Dinamarca \| \| \| \| \| \| \| \| \| \| \| \| \| \| \| \| \| \| \| \| \| \| \| \| \| \| \| \| \| \| \| \| \| \| \| \| \| \| \| \| \| \| \| \| \| \| \| \| \| \| \| \| \| \| 24. Federico II, Landgrave de Hesse-Kassel (= 20) \| \| \| \| \| \| \| \| \| \| \| \| \| \| \| \| \| \| \| \| \| \| \| \| \| \| \| \| \| \| \| \| \| \| \| \| \| \| \| \| \| \| \| \| \| \| \| \| \| \| \| \| \| \| 12. Príncipe Federico de Hesse-Kassel \| \| \| \| \| \| \| \| \| \| \| \| \| \| \| \| \| \| \| \| \| \| \| \| \| \| \| \| \| \| \| \| \| \| \| \| \| \| \| \| \| \| \| \| \| \| \| \| \| \| \| \| \| \| 25. Princesa María de Gran Bretaña (= 21) \| \| \| \| \| \| \| \| \| \| \| \| \| \| \| \| \| \| \| \| \| \| \| \| \| \| \| \| \| \| \| \| \| \| \| \| \| \| \| \| \| \| \| \| \| \| \| \| \| \| \| \| \| \| 6. Príncipe Guillermo de Hesse-Kassel \| \| \| \| \| \| \| \| \| \| \| \| \| \| \| \| \| \| \| \| \| \| \| \| \| \| \| \| \| \| \| \| \| \| \| \| \| \| \| \| \| \| \| \| \| \| \| \| \| \| \| \| \| \| 26. Carlos Guillermo, príncipe de Nassau-Usingen \| \| \| \| \| \| \| \| \| \| \| \| \| \| \| \| \| \| \| \| \| \| \| \| \| \| \| \| \| \| \| \| \| \| \| \| \| \| \| \| \| \| \| \| \| \| \| \| \| \| \| \| \| \| 13. Princesa Carolina de Nassau-Usingen \| \| \| \| \| \| \| \| \| \| \| \| \| \| \| \| \| \| \| \| \| \| \| \| \| \| \| \| \| \| \| \| \| \| \| \| \| \| \| \| \| \| \| \| \| \| \| \| \| \| \| \| \| \| 27. Condesa Carolina de Leiningen-Dachsburg-Falkenburg \| \| \| \| \| \| \| \| \| \| \| \| \| \| \| \| \| \| \| \| \| \| \| \| \| \| \| \| \| \| \| \| \| \| \| \| \| \| \| \| \| \| \| \| \| \| \| \| \| \| \| \| \| \| 3. Princesa Luisa de Hesse-Kassel \| \| \| \| \| \| \| \| \| \| \| \| \| \| \| \| \| \| \| \| \| \| \| \| \| \| \| \| \| \| \| \| \| \| \| \| \| \| \| \| \| \| \| \| \| \| \| \| \| \| \| \| \| \| 28. Federico V de Dinamarca \| \| \| \| \| \| \| \| \| \| \| \| \| \| \| \| \| \| \| \| \| \| \| \| \| \| \| \| \| \| \| \| \| \| \| \| \| \| \| \| \| \| \| \| \| \| \| \| \| \| \| \| \| \| 14. Federico, príncipe heredero de Dinamarca \| \| \| \| \| \| \| \| \| \| \| \| \| \| \| \| \| \| \| \| \| \| \| \| \| \| \| \| \| \| \| \| \| \| \| \| \| \| \| \| \| \| \| \| \| \| \| \| \| \| \| \| \| \| 29. Duquesa Juliana de Brunswick-Wolfenbüttel \| \| \| \| \| \| \| \| \| \| \| \| \| \| \| \| \| \| \| \| \| \| \| \| \| \| \| \| \| \| \| \| \| \| \| \| \| \| \| \| \| \| \| \| \| \| \| \| \| \| \| \| \| \| 7. Princesa Carlota de Dinamarca \| \| \| \| \| \| \| \| \| \| \| \| \| \| \| \| \| \| \| \| \| \| \| \| \| \| \| \| \| \| \| \| \| \| \| \| \| \| \| \| \| \| \| \| \| \| \| \| \| \| \| \| \| \| 30. Duque Luis de Mecklemburgo-Schwerin \| \| \| \| \| \| \| \| \| \| \| \| \| \| \| \| \| \| \| \| \| \| \| \| \| \| \| \| \| \| \| \| \| \| \| \| \| \| \| \| \| \| \| \| \| \| \| \| \| \| \| \| \| \| 15. Duquesa Sofía Federica de Mecklemburgo-Schwerin \| \| \| \| \| \| \| \| \| \| \| \| \| \| \| \| \| \| \| \| \| \| \| \| \| \| \| \| \| \| \| \| \| \| \| \| \| \| \| \| \| \| \| \| \| \| \| \| \| \| \| \| \| \| 31. Princesa Carlota Sofía de Sajonia-Coburgo-Saalfeld \| \| \| \| \| \| \| \| \| \| \| \| \| \| \| \| \| \| \| \| \| \| \| \| \| \| \| \| \| \| \| \| \| \| \| \| \| \| \| \| \| \| \| \| \| \| \| \| \| \| \| \| |                                                                          |  |  |  |  |  |  |  |  |  |  |  |  |  |  |  |
| |                                                                          |  |  |  |  |  |  |  |  |  |  |  |  |  |  |  |
| | 16. Príncipe Carlos Antonio de Schleswig-Holstein-Sonderburg-Beck        |  |  |  |  |  |  |  |  |  |  |  |  |  |  |  |
| |                                                                          |  |  |  |  |  |  |  |  |  |  |  |  |  |  |  |
| |                                                                          |  |  |  |  |  |  |  |  |  |  |  |  |  |  |  |
| | 8. Federico Carlos, duque de Schleswig-Holstein-Sonderburg-Beck          |  |  |  |  |  |  |  |  |  |  |  |  |  |  |  |
| |                                                                          |  |  |  |  |  |  |  |  |  |  |  |  |  |  |  |
| |                                                                          |  |  |  |  |  |  |  |  |  |  |  |  |  |  |  |
| | 17. Condesa Carlota de Dohna-Leistenau                                   |  |  |  |  |  |  |  |  |  |  |  |  |  |  |  |
| |                                                                          |  |  |  |  |  |  |  |  |  |  |  |  |  |  |  |
| |                                                                          |  |  |  |  |  |  |  |  |  |  |  |  |  |  |  |
| | 4. Federico Guillermo, duque de Schleswig-Holstein-Sonderburg-Glücksburg |  |  |  |  |  |  |  |  |  |  |  |  |  |  |  |
| |                                                                          |  |  |  |  |  |  |  |  |  |  |  |  |  |  |  |
| |                                                                          |  |  |  |  |  |  |  |  |  |  |  |  |  |  |  |
| | 18. Conde Carlos Leopoldo de Schlieben                                   |  |  |  |  |  |  |  |  |  |  |  |  |  |  |  |
| |                                                                          |  |  |  |  |  |  |  |  |  |  |  |  |  |  |  |
| |                                                                          |  |  |  |  |  |  |  |  |  |  |  |  |  |  |  |
| | 9. Condesa Federica de Schlieben                                         |  |  |  |  |  |  |  |  |  |  |  |  |  |  |  |
| |                                                                          |  |  |  |  |  |  |  |  |  |  |  |  |  |  |  |
| |                                                                          |  |  |  |  |  |  |  |  |  |  |  |  |  |  |  |
| | 19. Condesa María Leonor de Lehndorff                                    |  |  |  |  |  |  |  |  |  |  |  |  |  |  |  |
| |                                                                          |  |  |  |  |  |  |  |  |  |  |  |  |  |  |  |
| |                                                                          |  |  |  |  |  |  |  |  |  |  |  |  |  |  |  |
| | 2. Cristián IX de Dinamarca                                              |  |  |  |  |  |  |  |  |  |  |  |  |  |  |  |
| |                                                                          |  |  |  |  |  |  |  |  |  |  |  |  |  |  |  |
| |                                                                          |  |  |  |  |  |  |  |  |  |  |  |  |  |  |  |
| | 20. Federico II, Landgrave de Hesse-Kassel                               |  |  |  |  |  |  |  |  |  |  |  |  |  |  |  |
| |                                                                          |  |  |  |  |  |  |  |  |  |  |  |  |  |  |  |
| |                                                                          |  |  |  |  |  |  |  |  |  |  |  |  |  |  |  |
| | 10. Príncipe Carlos de Hesse-Kassel                                      |  |  |  |  |  |  |  |  |  |  |  |  |  |  |  |
| |                                                                          |  |  |  |  |  |  |  |  |  |  |  |  |  |  |  |
| |                                                                          |  |  |  |  |  |  |  |  |  |  |  |  |  |  |  |
| | 21. Princesa María de Gran Bretaña                                       |  |  |  |  |  |  |  |  |  |  |  |  |  |  |  |
| |                                                                          |  |  |  |  |  |  |  |  |  |  |  |  |  |  |  |
| |                                                                          |  |  |  |  |  |  |  |  |  |  |  |  |  |  |  |
| | 5. Princesa Luisa Carolina de Hesse-Kassel                               |  |  |  |  |  |  |  |  |  |  |  |  |  |  |  |
| |                                                                          |  |  |  |  |  |  |  |  |  |  |  |  |  |  |  |
| |                                                                          |  |  |  |  |  |  |  |  |  |  |  |  |  |  |  |
| | 22. Federico V de Dinamarca                                              |  |  |  |  |  |  |  |  |  |  |  |  |  |  |  |
| |                                                                          |  |  |  |  |  |  |  |  |  |  |  |  |  |  |  |
| |                                                                          |  |  |  |  |  |  |  |  |  |  |  |  |  |  |  |
| | 11. Princesa Luisa de Dinamarca                                          |  |  |  |  |  |  |  |  |  |  |  |  |  |  |  |
| |                                                                          |  |  |  |  |  |  |  |  |  |  |  |  |  |  |  |
| |                                                                          |  |  |  |  |  |  |  |  |  |  |  |  |  |  |  |
| | 23. Princesa Luisa de Gran Bretaña                                       |  |  |  |  |  |  |  |  |  |  |  |  |  |  |  |
| |                                                                          |  |  |  |  |  |  |  |  |  |  |  |  |  |  |  |
| |                                                                          |  |  |  |  |  |  |  |  |  |  |  |  |  |  |  |
| | 1. Princesa Alejandra de Dinamarca                                       |  |  |  |  |  |  |  |  |  |  |  |  |  |  |  |
| |                                                                          |  |  |  |  |  |  |  |  |  |  |  |  |  |  |  |
| |                                                                          |  |  |  |  |  |  |  |  |  |  |  |  |  |  |  |
| | 24. Federico II, Landgrave de Hesse-Kassel (= 20)                        |  |  |  |  |  |  |  |  |  |  |  |  |  |  |  |
| |                                                                          |  |  |  |  |  |  |  |  |  |  |  |  |  |  |  |
| |                                                                          |  |  |  |  |  |  |  |  |  |  |  |  |  |  |  |
| | 12. Príncipe Federico de Hesse-Kassel                                    |  |  |  |  |  |  |  |  |  |  |  |  |  |  |  |
| |                                                                          |  |  |  |  |  |  |  |  |  |  |  |  |  |  |  |
| |                                                                          |  |  |  |  |  |  |  |  |  |  |  |  |  |  |  |
| | 25. Princesa María de Gran Bretaña (= 21)                                |  |  |  |  |  |  |  |  |  |  |  |  |  |  |  |
| |                                                                          |  |  |  |  |  |  |  |  |  |  |  |  |  |  |  |
| |                                                                          |  |  |  |  |  |  |  |  |  |  |  |  |  |  |  |
| | 6. Príncipe Guillermo de Hesse-Kassel                                    |  |  |  |  |  |  |  |  |  |  |  |  |  |  |  |
| |                                                                          |  |  |  |  |  |  |  |  |  |  |  |  |  |  |  |
| |                                                                          |  |  |  |  |  |  |  |  |  |  |  |  |  |  |  |
| | 26. Carlos Guillermo, príncipe de Nassau-Usingen                         |  |  |  |  |  |  |  |  |  |  |  |  |  |  |  |
| |                                                                          |  |  |  |  |  |  |  |  |  |  |  |  |  |  |  |
| |                                                                          |  |  |  |  |  |  |  |  |  |  |  |  |  |  |  |
| | 13. Princesa Carolina de Nassau-Usingen                                  |  |  |  |  |  |  |  |  |  |  |  |  |  |  |  |
| |                                                                          |  |  |  |  |  |  |  |  |  |  |  |  |  |  |  |
| |                                                                          |  |  |  |  |  |  |  |  |  |  |  |  |  |  |  |
| | 27. Condesa Carolina de Leiningen-Dachsburg-Falkenburg                   |  |  |  |  |  |  |  |  |  |  |  |  |  |  |  |
| |                                                                          |  |  |  |  |  |  |  |  |  |  |  |  |  |  |  |
| |                                                                          |  |  |  |  |  |  |  |  |  |  |  |  |  |  |  |
| | 3. Princesa Luisa de Hesse-Kassel                                        |  |  |  |  |  |  |  |  |  |  |  |  |  |  |  |
| |                                                                          |  |  |  |  |  |  |  |  |  |  |  |  |  |  |  |
| |                                                                          |  |  |  |  |  |  |  |  |  |  |  |  |  |  |  |
| | 28. Federico V de Dinamarca                                              |  |  |  |  |  |  |  |  |  |  |  |  |  |  |  |
| |                                                                          |  |  |  |  |  |  |  |  |  |  |  |  |  |  |  |
| |                                                                          |  |  |  |  |  |  |  |  |  |  |  |  |  |  |  |
| | 14. Federico, príncipe heredero de Dinamarca                             |  |  |  |  |  |  |  |  |  |  |  |  |  |  |  |
| |                                                                          |  |  |  |  |  |  |  |  |  |  |  |  |  |  |  |
| |                                                                          |  |  |  |  |  |  |  |  |  |  |  |  |  |  |  |
| | 29. Duquesa Juliana de Brunswick-Wolfenbüttel                            |  |  |  |  |  |  |  |  |  |  |  |  |  |  |  |
| |                                                                          |  |  |  |  |  |  |  |  |  |  |  |  |  |  |  |
| |                                                                          |  |  |  |  |  |  |  |  |  |  |  |  |  |  |  |
| | 7. Princesa Carlota de Dinamarca                                         |  |  |  |  |  |  |  |  |  |  |  |  |  |  |  |
| |                                                                          |  |  |  |  |  |  |  |  |  |  |  |  |  |  |  |
| |                                                                          |  |  |  |  |  |  |  |  |  |  |  |  |  |  |  |
| | 30. Duque Luis de Mecklemburgo-Schwerin                                  |  |  |  |  |  |  |  |  |  |  |  |  |  |  |  |
| |                                                                          |  |  |  |  |  |  |  |  |  |  |  |  |  |  |  |
| |                                                                          |  |  |  |  |  |  |  |  |  |  |  |  |  |  |  |
| | 15. Duquesa Sofía Federica de Mecklemburgo-Schwerin                      |  |  |  |  |  |  |  |  |  |  |  |  |  |  |  |
| |                                                                          |  |  |  |  |  |  |  |  |  |  |  |  |  |  |  |
| |                                                                          |  |  |  |  |  |  |  |  |  |  |  |  |  |  |  |
| | 31. Princesa Carlota Sofía de Sajonia-Coburgo-Saalfeld                   |  |  |  |  |  |  |  |  |  |  |  |  |  |  |  |
| |                                                                          |  |  |  |  |  |  |  |  |  |  |  |  |  |  |  |
| |                                                                          |  |  |  |  |  |  |  |  |  |  |  |  |  |  |  |

| Predecesor: Alberto de Sajonia-Coburgo-Gotha | Consorte real del Reino Unido 1901 - 1910 | Sucesora: María de Teck |